# Suszky (obwód czerkaski)
Suszky (ukr. Сушки) – wieś na Ukrainie, w obwodzie czerkaskim, w rejonie czerkaskim. W 2001 roku liczyła 818 mieszkańców.